# Ectophasia
Ectophasia (лат.) — род тахин подсемейства фазии.

## Описание
Длина тела 5—9 мм. Орбиты с двумя рядами волосков. На щитке две пары щетинок. Крылья затемнены в основной части крыла, особенно у самок. Брюшко без щетинок, у самцов оно сильно сплющено. Виды рода имеют высокий уровень изменчивости, поэтому идентификация их часто бывает затруднена.

## Классификация
Род описан американским энтомологом Чарльзом Таунсендом в 1912 году. В состав рода включают шесть видов.
- Ectophasia atripennis (Townsend, 1927)
- Ectophasia crassipennis (Fabricius, 1794)
- Ectophasia leucoptera (Rondani, 1865)
- Ectophasia oblonga (Robineau-Desvoidy, 1830)
- Ectophasia platymesa (Walker, 1858)
- Ectophasia rotundiventris (Loew, 1858)

## Биология
Паразиты клопов-щитников, хищнецов, древесных щитников, краевиков и наземников. Личинка, завершив развитие, выделяет специфические вещества и, обычно, разрушает генитальный сегмент брюшка хозяина, что приводит к гибели клопа. Самый широко распространенный вид рода Ectophasia crassipennis испытывался для борьбы с вредной черепашкой. Мухи посещают цветки растений.

## Распространение
Представители рода встречаются Палеарктике и Ориентальной области.